# ماري هيلين جونستون
ماري هيلين جونستون (ولدت في 17 سبتمبر 1945)، ولاحقًا أيضًا ماري هيلين ماكاي ، عالمة أمريكية ورائدة فضاء سابقة. عمل جونستون مع ناسا كمهندس في الستينيات والسبعينيات من القرن الماضي، وكان يطمح إلى أن يصبح رائد فضاء؛ لقد تقدمت بطلب غير ناجح في 1980 قبل أن تصبح متخصصة في الحمولة الصافية عام 1983. تقاعد جونستون من وكالة ناسا في عام 1986 دون أن يسافر إلى الفضاء. هي أستاذة في معهد فلوريدا للتكنولوجيا.

## النشأة والتعليم
ولدت ماري هيلين جونستون في ويست بالم بيتش بولاية فلوريدا، ونشأت في منطقة فورت بيرس المجاورة. عندما كانت طفلة، كانت مصدر إلهام للهندسة واستكشاف الفضاء من خلال وصول سبوتنيك ومركز كينيدي للفضاء، الذي كان يقع بالقرب من منزلها.
تخرجت جونستون في عام 1966 بدرجة بكالوريوس العلوم في الهندسة من جامعة ولاية فلوريدا (FSU)، ودرجة الماجستير في العلوم عام 1969. وفي عام 1973، حصلت على درجة الدكتوراه في الهندسة المعدنية من جامعة فلوريدا، بينما كان يعمل تحت إشراف ديفيد إتش بالدوين. كانت جونستون أول امرأة تحصل على شهادة في الهندسة من جامعة FSU. قالت جونستون عن وقتها في الجامعة: «لقد كان وقتًا مختلفًا بالتأكيد. لا يزال الأمر غير معتاد بالنسبة لي عندما أجد نفسي في اجتماع مع جميع النساء، لأنني طوال معظم حياتي المهنية ذهبت إلى اجتماعات حيث كانت الغرف كانت مليئة بالرجال.»

## حياتها المهنية في ناسا
بدأت جونستون العمل في مركز مارشال لرحلات الفضاء (MSFC) التابع لناسا أثناء دراستها الهندسية من عام 1963 إلى عام 1968. وفي عام 1968، عملت هناك كعالمة معادن.
في عام 1974، عملت مع دوريس تشاندلر وكارولينس غرينر وآن ويتاكر في محاكاة مهمة فضائية في مختبر الأغراض العامة (GPL) في MSFC. تم تسمية التمرين باسم اختبار التحقق من المفهوم (CVT) رقم 4 وبدأ في 16 ديسمبر لمدة خمسة أيام. أجرى الفريق المكون من أربع نساء، جميعهم علماء، إحدى عشرة تجربة لاختبار جدواها قبل إجرائها في معمل الفضاء الخاص بمكوك الفضاء. أجريت هذه التجارب في ظل ظروف مماثلة لتلك الخاصة بمكوك الفضاء (درجة الحرارة، الرطوبة، دوران الهواء، إلخ) باستثناء حالة انعدام الوزن. تضمنت هذه الاختبارات بعضها في محاكي الطفو المحايد، وهو في حد ذاته نموذج بالحجم الطبيعي لواحد سيتم بناؤه في أوروبا لتوفير التدريب لرواد الفضاء في المستقبل. قادت جونستون ثلاث تجارب علمية، وساعدت زملائها العلماء على تطوير تقنيات لاستخدامها في معمل الفضاء. في عام 1976، أشارت إلى أنها «خططت للعمل على أمل الذهاب في مهمات مدارية في الثمانينيات».
في عام 1976، عمل جونستون مع Griner في تجارب MSFC لاختبار الظروف الشبيهة بالفضاء باستخدام صاروخ تطبيقات معالجة الفضاء (SPAR)، والتي تتضمن بشكل خاص «إعادة صهر التغصنات والفصل الكلي».
مع ويتاكر وجرينر ، تلقى جونستون تدريبًا على رواد الفضاء. تضمن تدريبها اختبارات في مجموعة مختبر الطفو المحايد MSFC ورحلة في الجاذبية الصغرى على متن طائرة Boeing KC-135 Stratotanker ، بالإضافة إلى إكمال دروس طيران إضافية. في عام 1980، تقدم جونستون ليكون رائد فضاء في اختيار المجموعة التاسعة، لكنه لم ينجح.
حصل جونستون على وسام الإنجاز العلمي الاستثنائي من وكالة ناسا عام 1982.
في 5 يونيو 1983، تم اختيارها كواحدة من أربعة متخصصين في الحمولة لمهمة STS-51-B Spacelab (مجموعة Spacelab-3) كجزء من طاقم الاحتياط، لا تطير - لم تذهب إلى الفضاء أبدًا. بالنسبة إلى Spacelab ، تم اختيار Johnston كعالمة، تحديدًا لمعرفتها في علم المواد، وهو أحد الأغراض الأساسية للبعثة. كما قدمت هي والبديل الآخر، يوجين ترينه، الدعم من مركز جونسون للفضاء "كأعضاء في إدارة البعثة والفريق العلمي المسؤول عن التحكم في عمليات التجارب وتوجيهها من مركز التحكم في عمليات الحمولة الصافية (POCC)". من بين اختيارها، كتب مدير البعثة جوزيف كريمين: "المهمة التي تنتظرها صعبة والوقت قصير مما يجعل هذه المهمة تحديًا كبيرًا سيتطلب أقصى قدر من التفاني والمثابرة من الدكتور جونستون. ليس لدي أدنى شك في أنها ستنجز هذا بطريقة نموذجية.
تحدث جونستون فيما بعد عن مشاركتها في المهمة:
انخرطت في ما كان يسمى ببرنامج «التصنيع في الفضاء»، وقد تحول إلى تسويق في الفضاء و [...] كنت مهتمًا حقًا بالعمل على أشياء يمكن إنتاجها في الفضاء. بالنسبة لي، لكوني باحثًا وعالمًا ومهندسًا، فإن أفضل طريقة للقيام بذلك هي الصعود إلى هناك مع مجموعة من المعدات ومعرفة ما ينجح، لأنه يكاد يكون من المستحيل تخيل ما ستفعله بعض الأشياء حيث لا يوجد على الإطلاق الجاذبية. كان الأمر ممتعًا للغاية، خاصةً إذا كنت مسدسًا علميًا، لأنه كانت هناك تجارب في علم الفلك، وتجارب على الجرذان والقرود، وتجارب نمو البلورات، على سبيل المثال. كان هذا معمل دولي.
أنهت حياتها المهنية كرائدة فضاء في 6 مايو 1985.

## مهنتها اللاحقة
تركت جونستون وكالة ناسا في عام 1986، وأصبحت في هذه المرحلة معروفًة باسم ماكاي أستاذاً يدرس في معهد الفضاء بجامعة تينيسي. جاء دور لاحق في عام 2003، عندما تم تعيينها مديرة المركز الوطني لأبحاث الهيدروجين في معهد فلوريدا للتكنولوجيا (FIT). وهي متزوجة من الدكتور ت. دواين ماكاي، وهو أيضًا مهندس سابق في وكالة ناسا والرئيس والمدير التنفيذي لمؤسسة FIT.
بصفته مخترعًا، يحمل جونستون أكثر من عشرين براءة اختراع، كثير منها ينطبق على تعديل سطح الليزر. أثناء وجوده في جامعة تينيسي، حصل أحد اختراعات جونستون في مجال التسطيح بالليزر على العديد من الجوائز والأوسمة، بما في ذلك جائزة المتحف الأمريكي للعلوم والطاقة للإنجاز التقني، وجائزة Wheeley للتميز في نقل التكنولوجيا، وجائزة المستشار للإبداع في البحث. في عام 2018 حصلت على زمالة الأكاديمية الوطنية للمخترعين.